# Ван Тасел (Вајоминг)
Ван Тасел (енгл. Van Tassell) град је у америчкој савезној држави Вајоминг.

## Демографија
По попису из 2010. године број становника је 15, што је 3 (-16,7%) становника мање него 2000. године.
| Група             | 2000.      | 2010.       |
| Белци             | 17 (94,4%) | 15 (100,0%) |
| Афроамериканци    | 0 (0,0%)   | 0 (0,0%)    |
| Азијати           | 1 (5,6%)   | 0 (0,0%)    |
| Хиспаноамериканци | 0 (0,0%)   | 0 (0,0%)    |
| Укупно            | 18         | 15          |